# Sabine Barles
 (janvier 2024).
- Si vous ne connaissez pas le sujet, laissez ce bandeau (vous pouvez alors contacter les auteurs).
- Si vous supprimez le contenu mis en cause (vous pouvez préalablement contacter les auteurs),

argumentez précisément cette suppression dans la page de discussion
(un manque de référence n'est pas un argument ; une recherche réelle de référence doit avoir été effectuée, être formellement documentée).
Sabine Barles, née en 1965, est une urbaniste-prospectiviste française, spécialisée dans l’étude du « métabolisme urbain », (étude des flux d’énergie et de matière dans les environnements urbains), de l'écologie territoriale, et des « trajectoires socio-écologiques » des sociétés urbaines sur le long terme, notamment aux échelles administratives, par exemple des régions et départements. Pour ses recherches, elle étudie les techniques et ingénierie urbaines (avec comme définition de la technique « un medium entre sociétés et nature »), les environnements urbains (dont « aquatiques » et souterrains, égouts et cathédrales souterraines de stockage d'eau y compris), la gestion, les destinations, et valorisations des déchets urbains « excréta urbains » (excréments humains et animaux) y compris,,, l’appel des villes aux ressources alimentaires et énergétiques de plus lointaines et sources de dépendances, et d’augmentation des empreintes (écologiques, eau, carbone et institutionnelles) des zones urbanisées. Elle s’appuie ou s’est appuyée sur les concepts de l’écologie territoriale, sur l’histoire des techniques urbaines (XVIIIe – XXe siècles), sur l’histoire de l’environnement urbain (XVIIIe – XXe siècles) et de ses mobilités (XIXe – XXe siècles) pour étudier les trajectoires, les régimes et les transitions socio-écologiques qui se produisent dans les systèmes urbains. Son approche est donc à la fois rétrospective et prospective, et elle s’inscrit dans l’étude de la coévolution homme-nature et donc dans le champ des anthroposystèmes et de l’anthropocène.

## Formation
Sabine Barles est diplômée en urbanisme et aménagement acquis à l'INSA de Lyon en juin 1988 et titulaire d'un DEA « Urbanisme et pratiques de l’espace » de l’École nationale des ponts et chaussées (ENPC) et de l’université Paris-VIII obtenu en juin 1989. Elle s’est aussi intéressée à l'histoire des techniques  avant de soutenir une thèse de doctorat en urbanisme et aménagement à l'ENPC en février 1993, sous la direction d’André Guillerme. En juillet 2004, elle est habilitée par l'université Paris I à diriger des recherches en lettres et sciences humaines, puis, un an plus tard, en février 2005, elle est qualifiée aux fonctions de professeur des universités en 24e section (Aménagement de l’espace, urbanisme) et 72e section (Épistémologie, histoire des sciences et des techniques). 
Avec Olivier Coutard, Nathalie Blanc et Jean-Yves Toussaint, elle est membre du groupe d'animation de la Prospective Nationale de Recherche Urbaine engagée par le CNRS (2015-2016).

## Enseignement
Durant 3 ans, de septembre 1989 à septembre 1992, Sabine Barles grâce à une bourse du CNRS a obtenu une place à l'ENPC et devint monitrice d’enseignement supérieur à l'Institut français d'urbanisme. D’octobre 1992 à octobre 1993 elle y est attachée temporaire d’enseignement et de recherches, puis d’octobre 1993 à 2005, maîtresse de conférences, et enfin de 2006 à 2011 professeure.
En 2010, elle enseigne à l’université Paris-Est-Marne-la-Vallée, et en 2011, elle retrouve l’université Paris I comme professeure dans la 24e section du CNU et devient membre du laboratoire Géographie-Cités (équipe CRIA).

## Recherches
Sabine Barles travaille en 2010-2011 au Laboratoire Techniques, Territoires & Sociétés (LATTS), UMR 8134 et en est membre associé depuis septembre 2011. À partir de 2000, elle est aussi membre du programme interdisciplinaire de recherche sur le bassin de la Seine (PIREN-Seine, qui est aussi depuis 2002 une « Zone atelier » du CNRS).
En 2014, elle est nommée adjointe de Josette Garnier, la directrice de la FIRE (Fédération de recherche Île-de-France en environnement). À partir du début des années 2010, elle est membre de plusieurs conseils scientifiques sur des thèmes du territoire, de l’écologie, de l'agriculture et de l'alimentation, et de la soutenabilité du développement : DIM R2DS depuis 2012, ville de Paris depuis 2011, INSA-Lyon depuis 2011, ALTERRE Bourgogne, agence régionale pour l’environnement et le développement soutenable depuis 2011, Agence de l’Eau Seine-Normandie depuis 2010. Elle a été membre du comité de lecture des Documents d’histoire des techniques de 2008 à 2012. Son travail de recherche est centré sur l’urbanisme et l'histoire récente, dans leurs relations aux flux d’énergie et de matières, dans un monde en urbanisation croissante (plus de la moitié des habitants sont désormais urbains) où la nature régresse et où il est nécessaire de se préparer et/ou s’adapter au changement climatique (et aux événements climatiques extrêmes rendus plus fréquents et graves). Son intérêt scientifique est principalement orienté autour de trois grands thèmes: l'histoire des techniques et de l'environnement urbain, le métabolisme urbain et l'écologie territoriale, et les approches socio-économiques. 

### Histoire des techniques et de l’environnement urbain
Sabine Barles étudie les mutations des techniques et des environnements urbains (y compris souterrains), d’abord dans le passé, du XIIIe   au   XXe siècle, puis au-delà, par exemple, pour la ville de Paris aujourd’hui, et pour le futur. Depuis 2004, elle est membre associé du Centre d’histoire des techniques et de l'environnement du Conservatoire national des arts et métiers et de l'École des hautes études en sciences sociales.
Elle a ainsi été menée à s’intéresser à l’évolution de l’encadrement juridique des pollutions industrielles au XIXe siècle.

### Métabolisme urbain

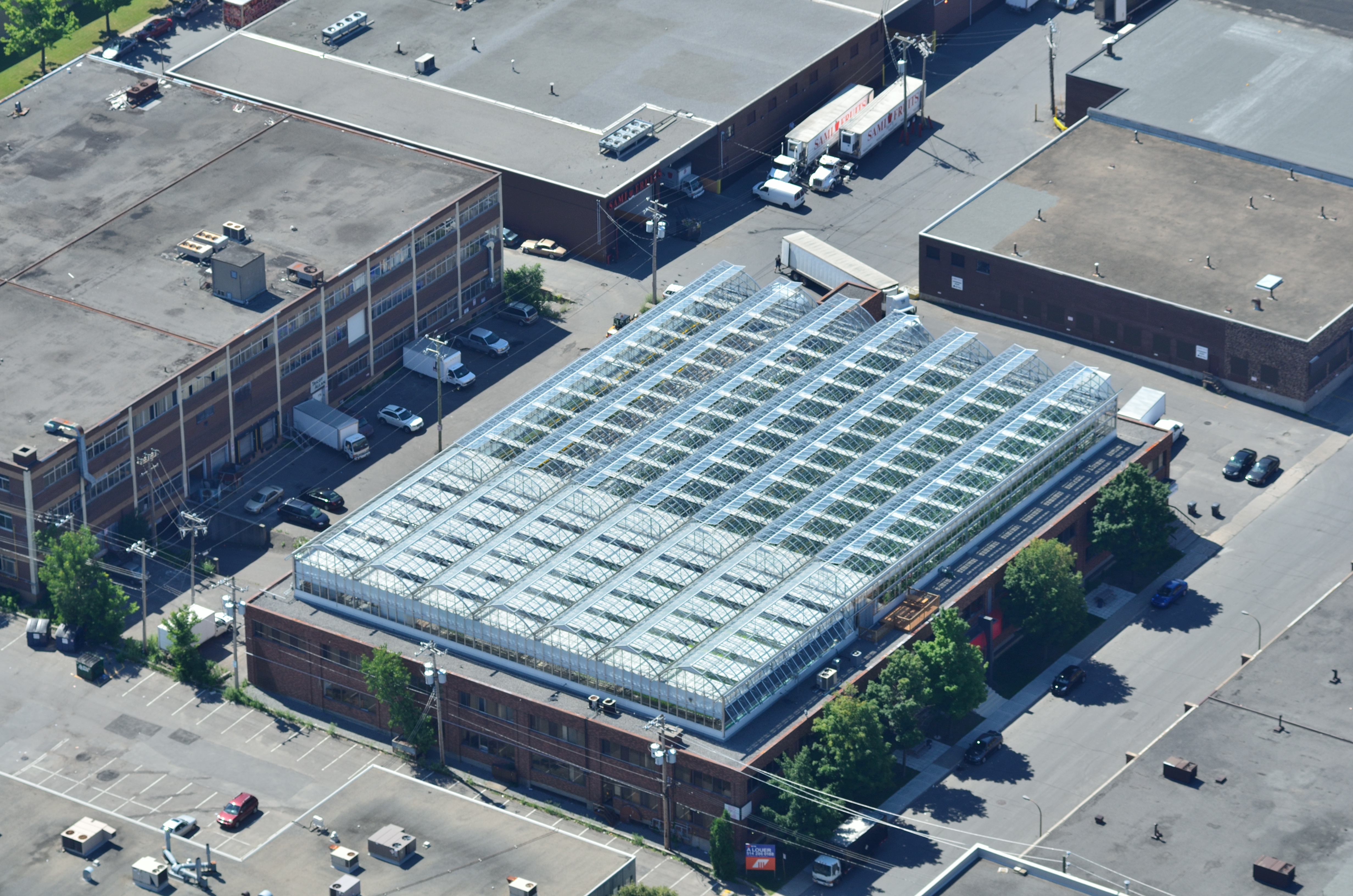
Exemple des Fermes Lufa, implantées sur les toits d'immeubles du grand Montréal. Selon Sabine Barles, les villes contemporaines ne peuvent être autarciques, même pour leur alimentation mais il est nécessaire de chercher à reboucler les cycles biogéochimique,.

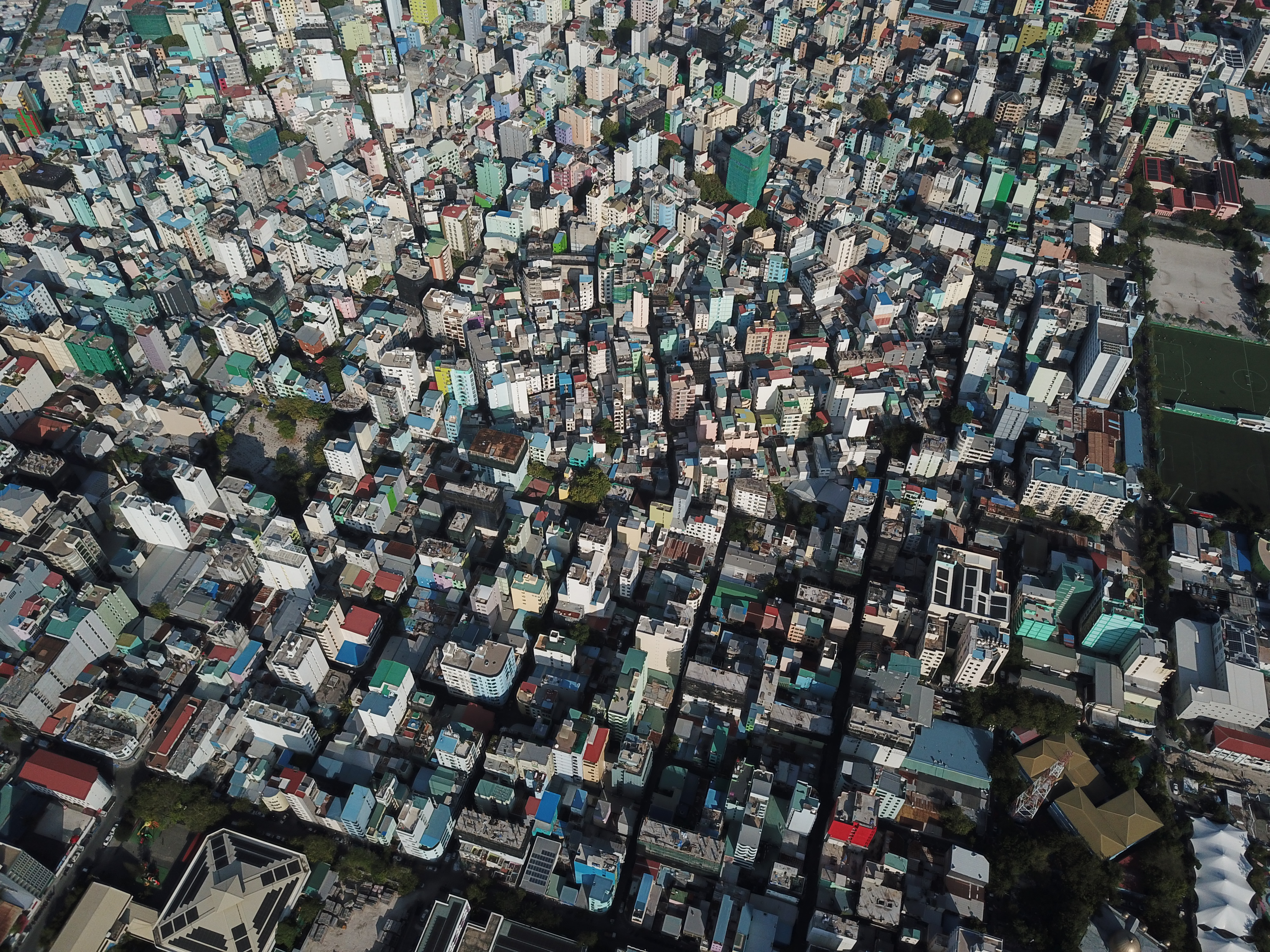
Toute ville consomme du foncier (ici Malé, aux Maldives) et importe des ressources (en matières, énergie) et exporte ou stocke des déchets. Ces flux sont le « métabolisme urbain » et contribuent à l'empreinte écologique.

De 1989 à 2009, Sabine Barles s’intéresse aux théories et mutations urbaines et périurbaines (dont sous l’influence de l’hygiénisme,,,, au sein de l’équipe du laboratoire Théorie des Mutations Urbaines (LTMU). En 2002, elle publie un article intitulé : « Le métabolisme urbain et la question écologique » où elle montre combien, dans le contexte d'une civilisation devenue industrielle, la ville gaspille et dissipe la nature dont elle se nourrit et qui sert d'exutoire à ses déchets. 
En 2018, elle définit l’approche par le métabolisme urbain comme étant une analyse interdisciplinaire de la totalité des flux (matière/énergie, entrants/internes/sortants) mis en jeu par le fonctionnement d'une société urbaine, dans un territoire (celui de la ville et celui, plus étendu de son empreinte écologique), s'inscrivant dans des interactions biosphère/société, avec donc une approche qui est aussi socio-écologique. Cette approche est une alternative à la comptabilité monétaire et à la mesure de la performance économique (performance qui peut masquer une très mauvaise efficience écologique quand elle est construite sur le gaspillage des ressources ou sur des ressources pas, peu, difficilement ou couteusement renouvelables). Cette approche est née des premiers travaux d'écologie urbaine, publiés par Odum, Duvigneaud ,et aussi de concepts repris par l'écologie industrielle, par exemple ceux formalisés par Ayres, Allenby et Gilles Billen. Sabine Barles précise que, comme le dit Jacques Theys, la dimension spatiale du métabolisme urbain doit encore être mieux appréhendée...
En 2007/2008, elle a publié plusieurs articles sur le métabolisme de Paris,,,,. Avant cela elle s’était beaucoup intéressée au rôle de la Seine de 1790 à 2000, et au métabolisme de son bassin-versant,.
En 2010, alors que la notion d’empreinte écologique est de plus en plus utilisée dans le monde, Sabine Barles questionne la volonté d’autonomie ou d’autosuffisance de certaines villes, en se demandant si la ville est plutôt parasite des ressources naturelles (énergie, matières), de ses régions périphériques et lointaines, ou si elle évolue vers un statut de gisement de ressources réutilisables (via son énorme production de déchets). Pour elle, la ville durable n’est pas nécessairement autonome, et l’autosuffisance d’une ville est impossible, mais il est nécessaire de chercher à reboucler les cycles biogéochimiques,.
En 2012, elle intègre l’Institut de l'économie circulaire en tant que personnalité qualifiée, et elle devient en 2015 directrice de l’équipe CRIA (Centre de recherches sur les Réseaux, l'Industrie et l'Aménagement) de l’UMR Géographie-Cités.
En 2010, le CNRS et le ministère chargé de l’environnement lui confient la direction du PIRVE, programme interdisciplinaire de recherche "Ville et Environnement", qui a fédéré et financé 37 projets de recherche via des appels à projet de recherche lancés de 2008 à 2010. Elle a fait partie de son conseil scientifique de 2008 à 2014 et avant cela, de 2006 à 2007, du groupe qui a préfiguré PIRVE et qui visait « à une meilleure connaissance des dynamiques de co-évolution des sociétés urbaines et de leur environnement naturel et construit », sur 3 thèmes : « 1) Métabolismes urbains : la ville, hybride social, spatial, technique et naturel 2) environnement urbain comme milieu de vie : ressource, patrimoine, paysage, inégalités et 3) futurs de la ville, entre vulnérabilité et durabilité ». 
De 2009 à 2012, elle contribue au projet de recherche CONFLUENT : CONnaissances des FLux Urbains, EmpreiNTes environnementales et gouvernance durable, sur le thème « Villes durables » de l’ANR, puis en 2012-2013, pour le CGDD et avec l’UMR Géographie-Cités et Alterre Bourgogne (association régionale pour l'environnement et le développement soutenable en Bourgogne), elle est co-responsable scientifique d’un projet de Guide méthodologique sur l’analyse et la comptabilité des flux de matières et d’énergies, aux échelles infra-nationales.
Elle a aussi abordé la question des déplacements non motorisés dans les villes nouvelles (elle avait déjà dans les années 1990 travaillé sur le thème évolution de la relation entre le paysage et les déplacements des cyclistes).
Elle s‘intéresse en 2013 et 2014 au métabolisme des mégalopoles et notamment, de 2013 à 2015, de la métropole de Lisbonne en devenir. Ce métabolisme est un indicateur de la soutenabilité du développement urbain ; elle réinterroge donc la notion de Ville durable. Le métabolisme urbain peut être, selon elle, l’un des bons indicateurs de « performance écologique des villes ». À partir de 2011, elle participe au groupe de travail « Cities, Decoupling and Urban Development : Scoping the Challenges » de l’International Resource Panel, lancé par l’ONU (PNUE : Programme des Nations unies pour l’Environnement). Elle s’est dans ce cadre intéressée au cycle de l'eau (et notamment aux puits artésiens d'absorption et à l’hydrologie dans l’urbain) et a participé avec Nicole Eleb-Harlé au projet de recherche Hydrologie et composition urbaine en ville nouvelle : Morphologie et logiques de conception, dans le cadre du programme Histoire et évaluation des villes nouvelles (2002-2004). Elle a été responsable scientifique de 2002 à 2005 du projet de recherche « Du milieu naturel aux voies navigables : L’action publique face aux enjeux du développement durable, Bassin de la Seine, XVIIIe – XXe siècles », soutenu par le Programme Environnement, Vie et Sociétés (PEVS) du CNRS).
Elle rappelle que l’étude du métabolisme urbain n’est qu’une notion et un outil parmi d’autres (« une façon de regarder les choses » via les flux et leurs conséquences spatiales et humaines, plus ou moins subies ou anticipés et gérés), que c’est une approche « quantitative » et « surplombante » qui ne doit pas faire oublier d’autres dimensions de la ville (le social par exemple). Ce métabolisme est aussi selon elle l'expression du régime socio-écologique du territoire.

### Écologie territoriale et approches socio-écologiques
Sabine Barles a intégré en 2011 le conseil scientifique de la revue « Développement durable des territoires », évaluée et classée par l’Agence d'évaluation de la recherche et de l'enseignement supérieur (AERES). Elle a ensuite intégré en 2013 le comité de pilotage du groupe « Produire et gérer la ville durable de demain » du Commissariat général à la stratégie et à la prospective, sous l’égide du premier Ministre. Elle a participé au comité de pilotage du projet « Vers un développement durable des agro-écosystèmes périurbains » porté par le Labex BASC (Biodiversité, Agroécosystèmes, Sociétés, Climat) et piloté par l’INRA (depuis 2013). De 2011 à 2013, elle a contribué à un projet « Écologie territoriale littorale et montagnarde » lancé par le ministère chargé de l'environnement.
Dès la fin des années 1990, Sabine Barles a participé au développement du concept d’écologie territoriale, ,. Dans ce cadre, elle étudie le rôle (passé, actuel et futur) des territoires urbains vis-à-vis de la gouvernance des flux d’énergie, de matières premières et déchets. La gestion (ou non-gestion) de ces flux est l’un de ses centres d’intérêts, de même que les notions de dépendance entre eux. Nonobstant les appels à consommer local et au développement endogène, elle constate, comme d'autres, une « linéarisation des flux » (contraire du fonctionnement en boucle ou cycle fermé, pour le carbone, l'azote, le phosphore par exemple) et une tendance générale à l'externalisation de plus en plus large du métabolisme urbain (qui se traduit par l'agrandissement des empreintes écologiques des villes et des territoires) ; phénomène qui s'inscrit dans la mondialisation des flux et des effets ; les territoires sont de plus en plus dépendants les uns des autres, et les villes sont toujours très dépendantes d'autres territoires qui absorbent leurs excrétas et fournissent les ressources dont les urbains ont besoin (eau, aliments, air respirable, matériaux, aménités...).
Plusieurs sous-thèmes sont récurrents, importants et/ou transversaux dans le travail de Sabine Barles, dont les thèmes de l'eau, du sous-sol, et de la congestion urbaine. 

#### Eau dans la ville (et son métabolisme)
Après avoir travaillé sur la manière dont les cours d'eau et les nappes phréatiques servaient autrefois de vecteurs et d’exutoires aux pollutions urbaines, elle s’est intéressée dans les années 2005 à 2010 aux spécificités du cycle de l’azote dans le système ville-campagne,,, et via l’alimentation et l’exportation des excrétas humains urbains. Elle a aussi contribué, comme membre ou responsable scientifique, à plusieurs projets de recherche sur l’eau (flux/qualité) en travaillent notamment en 2014-2016 sur l’estuaire de la Seine ou sur la qualité des eaux de surface en France après avoir notamment étudié la problématique de l’eutrophisation,,.
Elle a aussi travaillé sur l’émergence historique des concepts d’eaux usées et d’assainissement à Paris,,.

#### Sous-sol et urbanisme souterrain

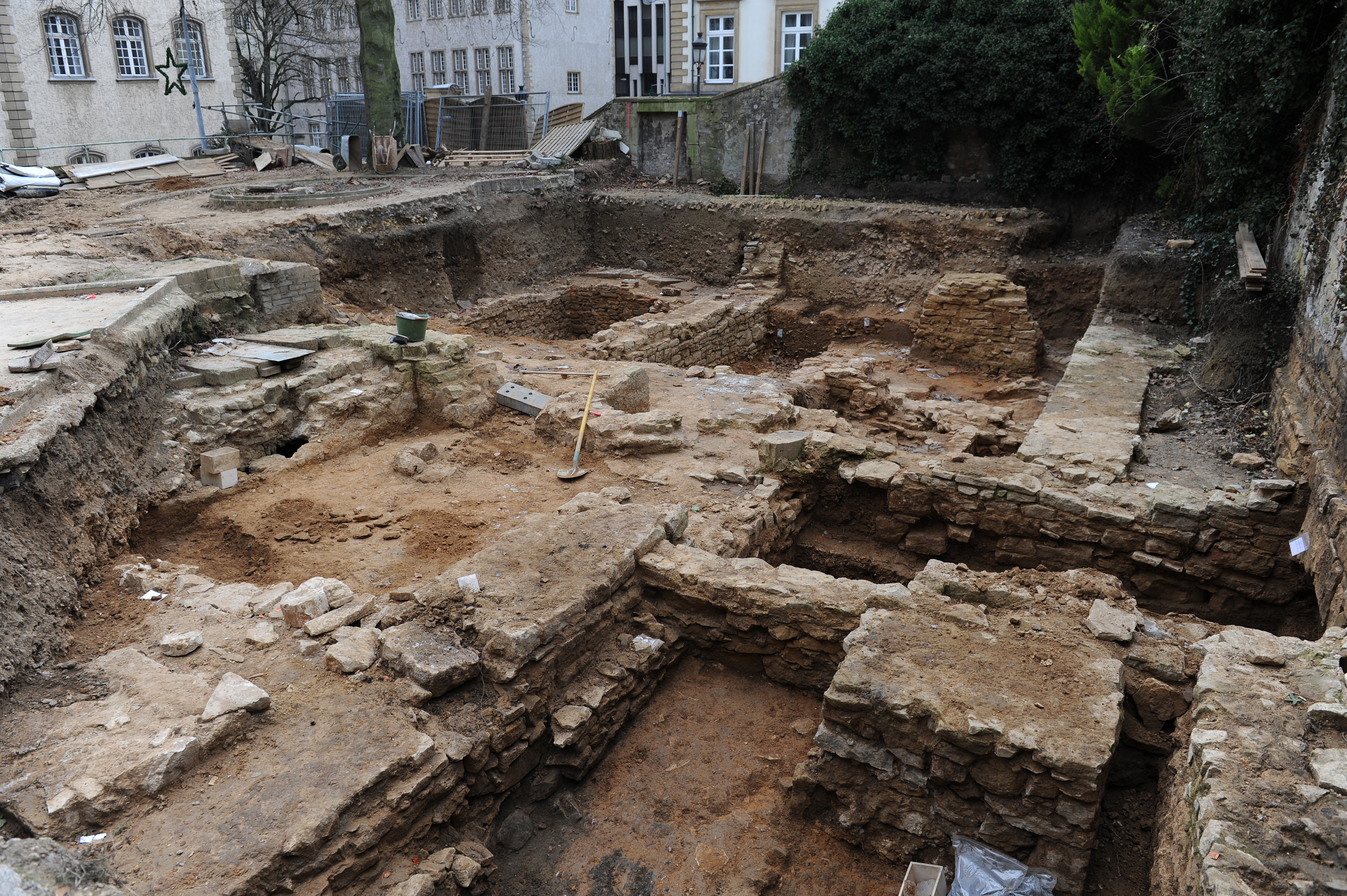
Avec le temps, la ville se reconstruit sur elle-même, formant des strates archéologiques.

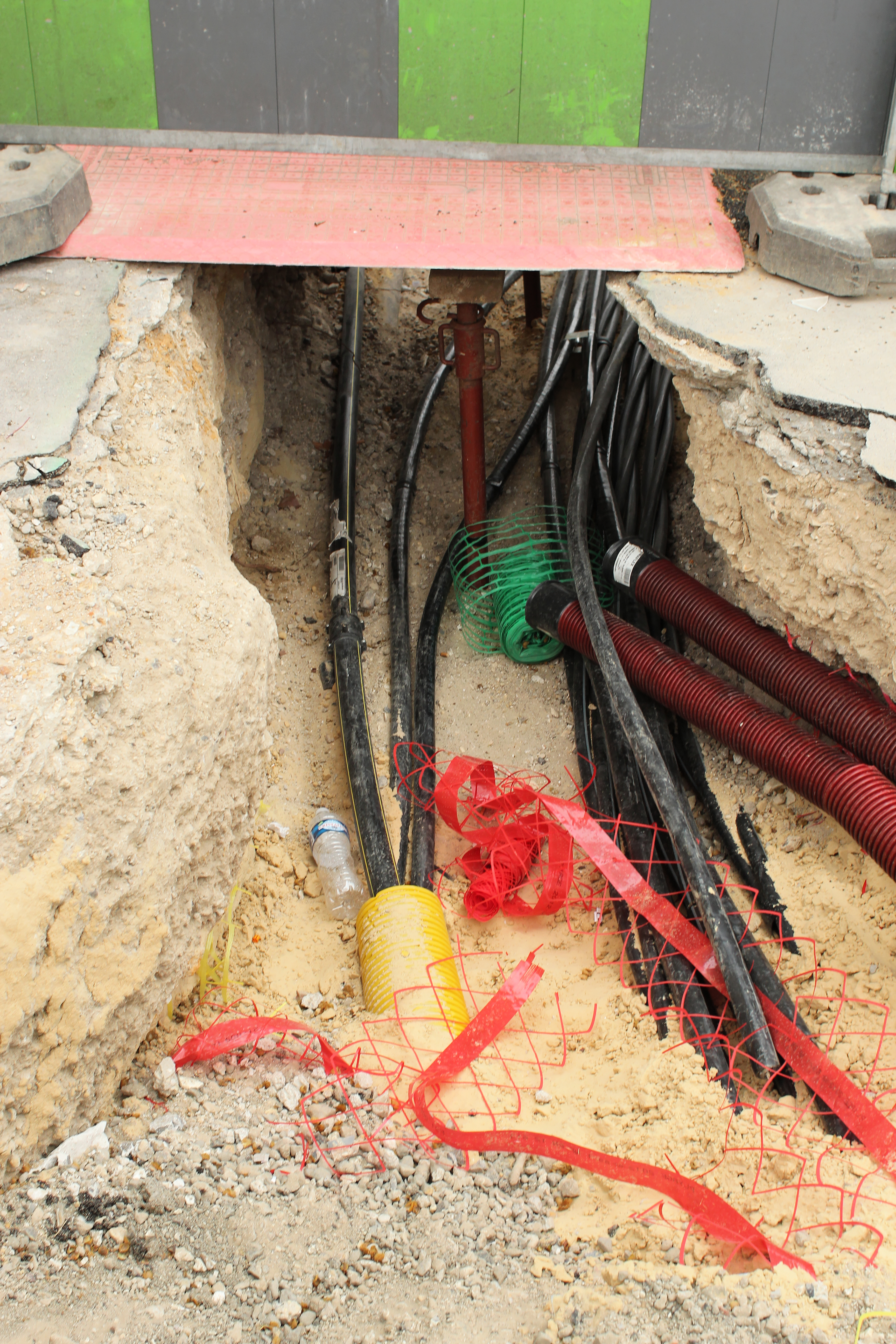
Le sous-sol urbain tend aussi à devenir un « chaos indescriptible de réseaux technologiques » constate Sabine Barles.

En 1994, avec André Guillerme, Sabine Barles publie un ouvrage encourageant les scientifiques à étudier de façon pluridisciplinaire non seulement les effets du mitage périurbain des villes, mais aussi celui de leurs développements de plus en plus « souterrains », encouragé par le coût croissant du foncier urbain. 
Il existait autrefois sous les villes des carrières (pas toujours connues, comblées ou consolidées) et quelques caves ou silos. Le sous-sol urbain et ses strates archéologiques sont aujourd’hui truffés de conduites et réseaux, de garages, parkings, caves, réservoirs d’eau, voies de transports collectifs ou automobiles, et même de galeries marchandes et lieux de travail. Selon ces auteurs, le sous-sol urbain est un « conservatoire Archéologique », mais aussi un « chaos indescriptible de réseaux technologiques », « une terre Inconnue » qui modifie les « données de surface » et ose des « questions environnementales et institutionnelles ».
Parallèlement à des travaux conduits dans les années 1990 sur les sols urbains et leur histoire depuis environ deux siècles en France,, et leur évolution temporelle,, Sabine Barles explore et développe le domaine de la construction souterraine. Elle note qu’avec les fortifications, puis la révolution industrielle, la ville colonise et urbanise aussi le sous-sol via les tunnels et divers ouvrages souterrains comme des conduites de gaz, d’électricité, le métro, les réseaux d’eau qui amènent l’eau propre, et les réseaux d’égout qui évacuent vers la périphérie les eaux usées urbaines, ce qui lui fait évoquer en 2000, le « coût du sous-sol » et en 2001, un plan d’urbanisme pour le sous-sol.
Elle note dès1994 que les grands projets d'aménagements, par exemple ceux de Paris, Tokyo, Séoul, Shanghai, Stockholm, s’y intéressent, et que certains sont amenés « à conjecturer que le XXIe siècle sera le temps des mines urbaines, du « suburb », comme le XXe siècle aura été celui des gratte-ciel et des banlieues » ». En 1999, elle pressent ainsi, sous la ville ou pour la ville, un nouvel et véritable « urbanisme souterrain »,,, ; un urbanisme souterrain qui conférerait une valeur nouvelle au tréfonds,. Un équivalent subaquatique de l'aspect souterrain de la ville nouvelle existe, avec un projet futuriste de ville flottante posée sur une centrale nucléaire immergée, cite Sabine Barles dans l'une de ses publications. 

#### Congestion urbaine

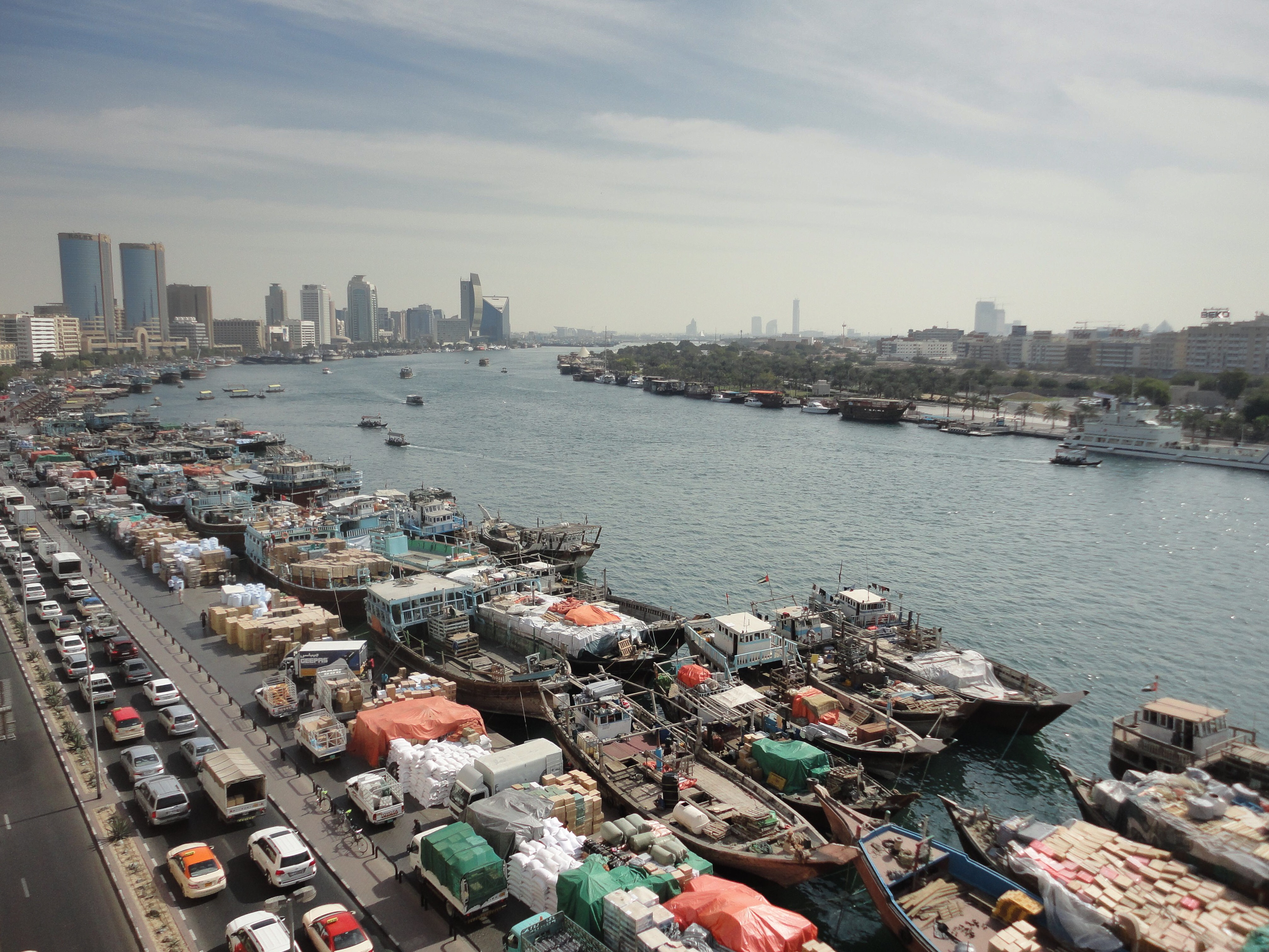
La congestion urbaine peut concerner les routes, mais aussi des voies navigables ou ports, des voies ferrées ou piétonnes, etc. (ici voies sur berges et berges artificialisées à Dubai.

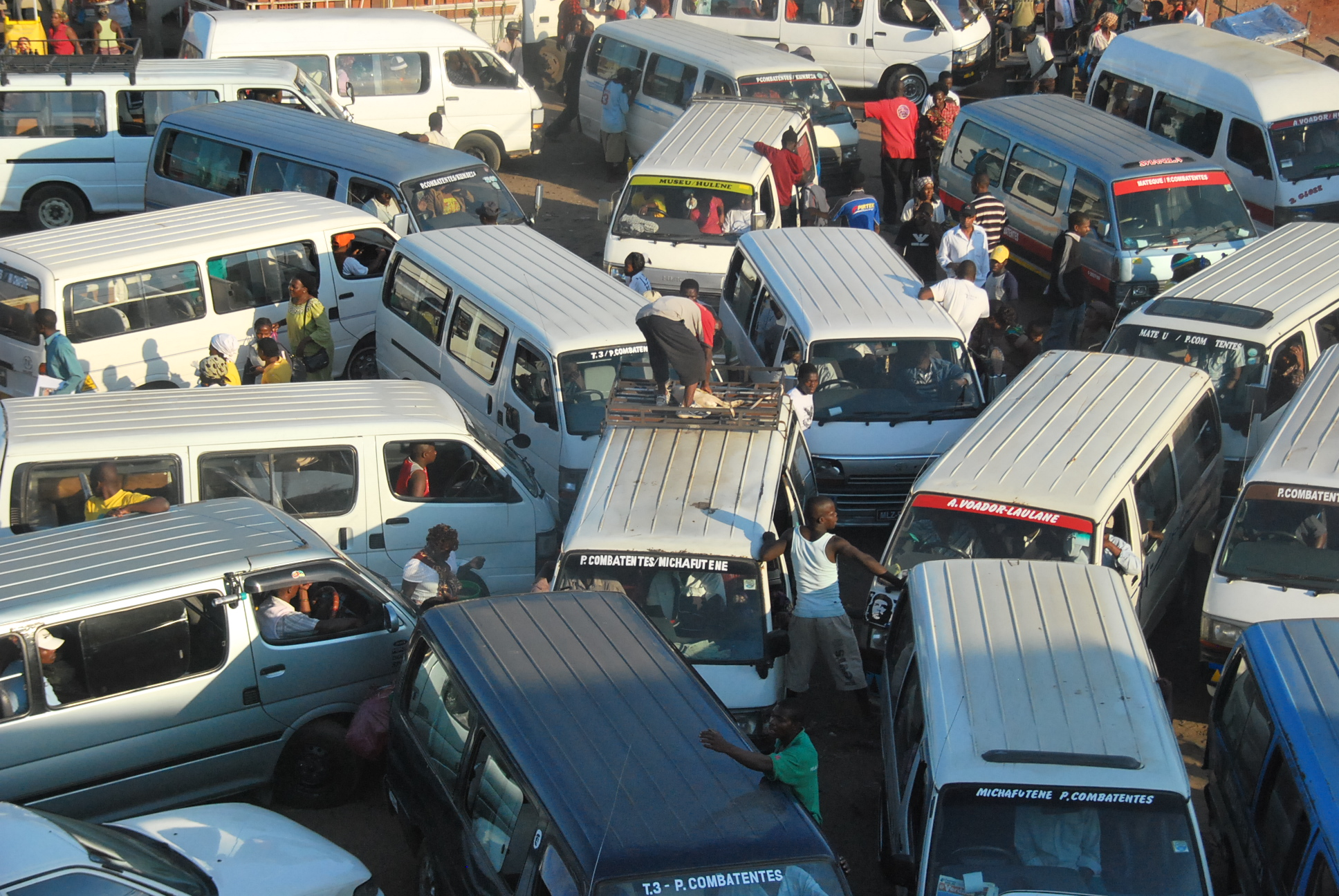
Encombrements à Maputo.

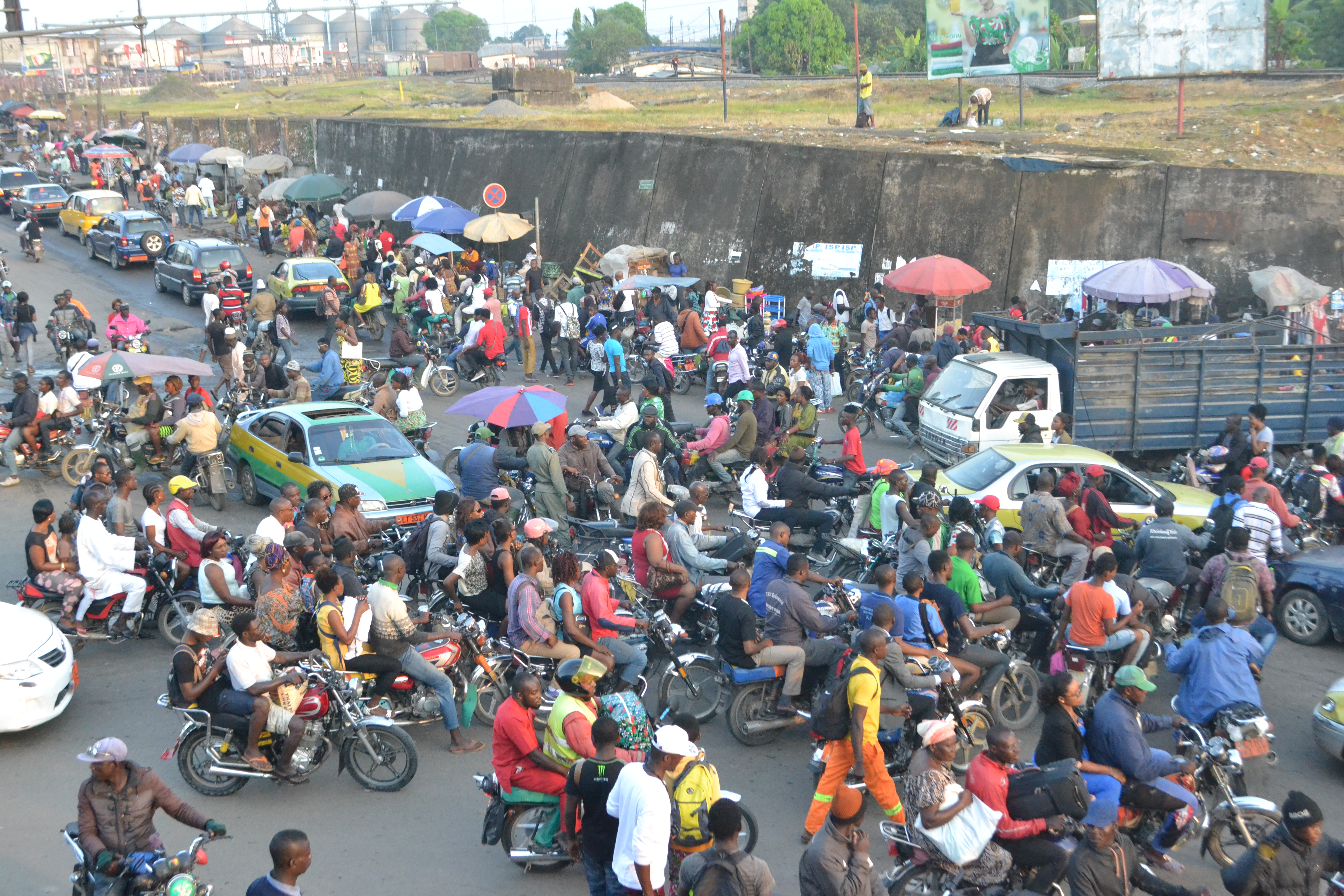
Carrefour Ndokoti à Douala (Cameroun).

La congestion naît du croisement de la densité urbaine et de la manière dont la ville peut absorber ses flux. Les villes modernes ont été techniquement modelées pour la voiture. Elles subissent la pollution automobile et son emprise spatiale.  
La congestion urbaine est un syndrome qui s’étend et qui est récurrent, tant en surface que dans la ville souterraine parfois, et il impose des coûts de gestion du trafic, et affecte la soutenabilité de l’urbanisme,.

## Distinctions
En 2008, elle est nommée membre junior de l'Institut universitaire de France.
En 2021 elle est faite docteur honoris causa de l'université de Liège.
Elle reçoit en 2023 la médaille d'argent du CNRS.
Elle est laureate du Grand Prix de l'urbanisme 2025

### Vidéographie
- Sabine Barles (2018) - Le métabolisme territorial : l’énergie et la matière des sociétés (Colloque « Paysages métaboliques ? Paysages circulaires?» - 8 mars 2018 à l'ENSP de Versailles)